# Xosablatta pallida
Xosablatta pallida är en kackerlacksart som beskrevs av Karlis Princis 1963. Xosablatta pallida ingår i släktet Xosablatta och familjen småkackerlackor. Inga underarter finns listade i Catalogue of Life.